# 後藤聖那
後藤 聖那（ごとう せな、2002年（平成14年）5月1日 - ）は、日本の歌手、ダンサー、モデル、俳優。ダンス＆ボーカルグループ「Team Mecury From Zero PLANET」、5人組ボーイズユニット「ERROR」の元メンバーである。元JIN DA HOUSEの編集者｡スカイチームのメンバー。神奈川県出身。血液型はA型。プラチナムプロダクション所属。

## 来歴

### 生い立ち
幼少期の夢に「仮面ライダーになること」を挙げていた。しかし、小学生となった後藤は仮面ライダーは実在しないことに気付き、夢を実現させるためには俳優になるしかないと考えた。そこから俳優を目指すようになるが、成長とともに仮面ライダーになりたいという気持ちから芝居をしたいという気持ちに変わっていった。現在は、人の気持ちを動かせるような演技をし、一歩でも俳優の道に近づけたらなと語っている。

### メディアへの出演
2019年、運営からの声がかかり、俳優の道に近づけるため男子高生ミスターコン2019にエントリー。同年10月6日には関東エリアファイナリストに選出され、12月22日には準グランプリを受賞した。
2019年11月11日から12月9日にかけて、AbemaTVにて放送された高校生による青春恋愛リアリティーショー「今日、好きになりました。」のグアム編に出演。石川翔鈴との「せなかれ」カップルの人気は高く、ティーンを中心に憧れの存在となっているとの評価もある。
後にYouTubeチャンネルteensにて石川翔鈴に対し性差別的な発言があり批判が殺到。動画は消去され翌日SNSにて謝罪文を掲載した。

### グループとして
2020年2月17日、ダンス＆ボーカルグループ「Zero PLANET」から新ユニット「Team Mecury From Zero PLANET」が誕生し、後藤はそのメンバーとして加入。「Zero PLANET 1周年記念ワンマンライブ」で初披露される予定。また、2月19日には「今日、好きになりました。」の過去参加者により結成された1曲限りの期間限定となる、現役男子高校生5人組ボーイズユニット「ERROR」が誕生し加入したことを発表。6月3日にCDデビューした。

## 人物
- 俳優の藤原竜也、窪田正孝、唐沢寿明を憧れの人物に挙げている[12]。
- マイナビティーンズラボ調査の「10代女子に人気の「インフルエンサー」「YouTuber」ランキング」では8位にランクインしている[13]。
- よく飲みに行きビールが好きらしい

## 受賞歴
- 第5回（2019）男子高生ミスターコン 準グランプリ

## 出演

### Web
- 今日、好きになりました。（AbemaTV）
  - グアム編（2019年11月11日 - 12月9日）[8]
  - 春休み特別編（2020年3月16日 - 3月30日）[14]
  - 今日好き部 放課後チャレンジ編（2020年4月6日 - 8月31日）
  - 今日好き部 卒業プロジェクト （2021年2月1日 - 3月15日）
  - 春休み特別編（2021年3月29日）
  - 高3メンバー大集合！今日好き卒業オンラインファンミーティング！(2021年3月29日)
※生放送、翔鈴と共にMC

### YouTube
- TEENS Channel（2019年12月17日 - ）[15]
- Pre TV（2020年1月14日、1月16日、1月17日、1月21日）[16]
- フリューのプリ機【公式】（2020年3月2日）[17]

### CM
- ロート製薬 アクネス せなかれオンラインデート編 (2020年7月1日 - )
- ロート製薬 TONE my LIP 転校生のヒミツ編 (2020年9月1日-)

※どちらも「せなかれ」として

### 舞台
- GRAVITY（2022年1月11日 - 16日、中目黒キンケロ・シアター） - 黒井恒一 役

### ドラマ
- 17.3 about a sex（2020年9月17日 - 10月29日、AbemaTV） - 男子生徒 役
- バイプレイヤーズ〜名脇役の森の100日間〜 第4話（2021年1月29日、テレビ東京） - 劇中ドラマ「CTO」の生徒 役
- キス×kiss×キス〜メルティングナイト〜（テレビ東京）
  - episode.07「夜景キス」（2022年11月10日） - 彼女の兄 役
  - episode.08「オオカミキス」（2022年11月10日） - 後輩男子 役
  - episode.09「アイスキス」（2022年11月17日） - シャイ甘男子 役
  - episode.13「アイドル秘密のキス」（2022年12月1日） - C彼 役

### ミュージックビデオ
- ERROR「TRIGGER」（2020年）
- Team Mercury From Zero PLANET
  - 「Happy Happy Birthday！」（2020年）
  - 「HONEY DEVIL」（2020年）
  - 「アオイサクラ」（2021年）

### ランウェイ
- TGC teen 2019 Winter（2019年12月25日、STUDIO COAST）[18]
- 関西コレクション2020SS
- 超十代2020 デジタル ‐ULTRA TEENS FES- 2020 @SHIBUYA（2020年3月24日）[19]
- 奈良コレクション（2020年4月26日、なら100年会館） - Guest Model[20]

### イベント
- 今日、好きになりました。卒業式イベント（2020年2月23日、モード学園コクーンタワー）[21]

### その他
- TEENS（2019年12月25日 - ）[22]

## 書籍

### 雑誌
- TEENS Magazine 文友舎
  - vol.1（2020年6月4日）
  - vol.2 (2020年12月17日)

## YouTube
3月28日、「今日、好きになりました。」グアム編でカップルとして成立した石川翔鈴と共に「せなかれ」としてYouTubeを開始した。その後破局しYouTubeチャンネルは停止。